# Stanisław Bilewicz

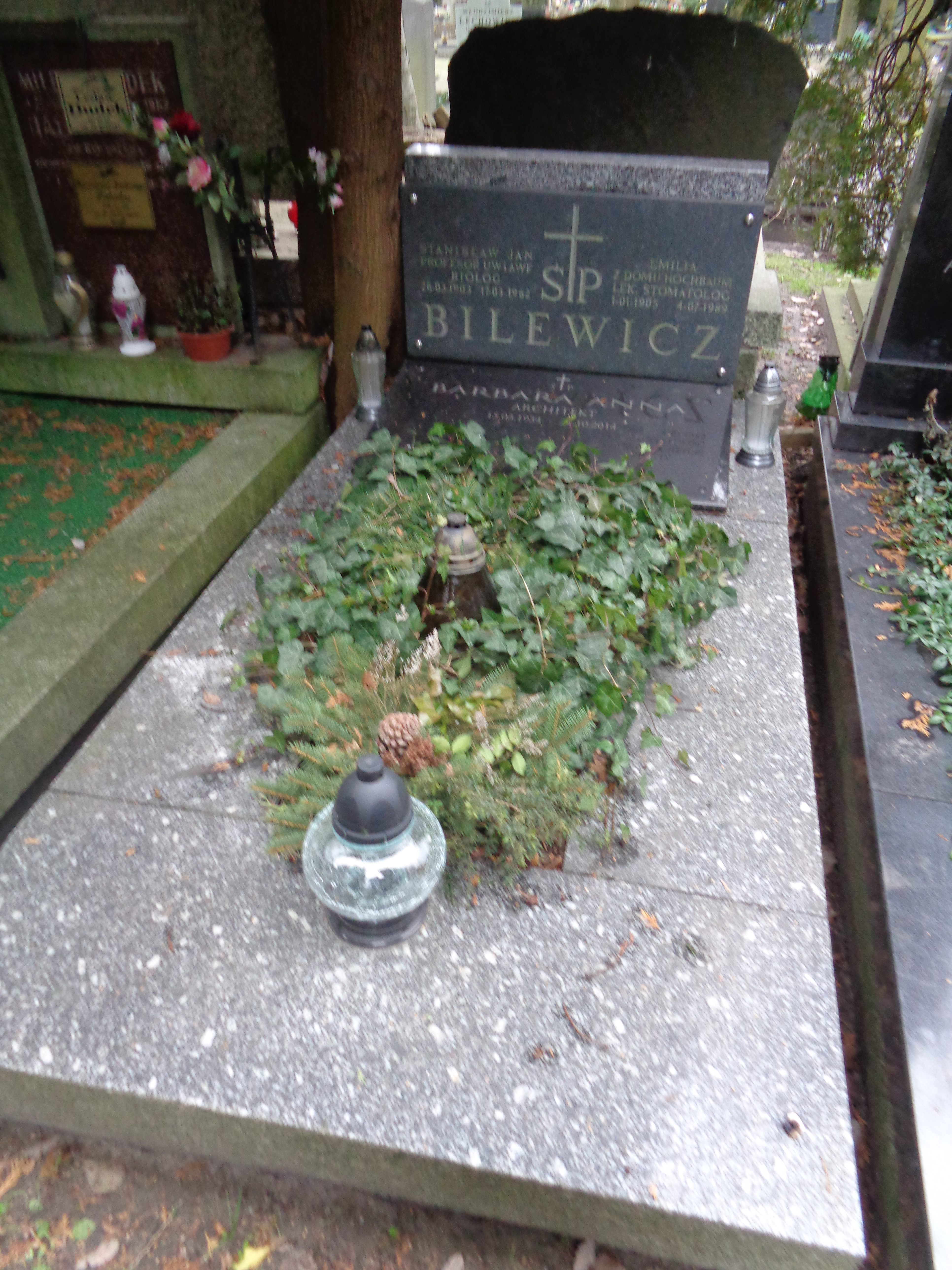
Grób Stanisława Bilewicza na Cmentarzu Wojskowym na Powązkach

Stanisław Bilewicz (ur. 26 marca 1903 w Jędrzejowie, zm. 17 marca 1962 w Warszawie) – polski embriolog, w latach 1956-1959 rektor Akademii Wychowania Fizycznego w Warszawie.

## Życiorys
Urodził się w rodzinie notariusza Franciszka Bilewicza i Wandy z Żelichowskich. Po ukończeniu jędrzejowskiego gimnazjum w 1923 rozpoczął studia z dziedziny zootechniki na Uniwersytecie Warszawskim, do grona jego wykładowców należeli Mieczysław Konopacki i Jan Tur. W 1929 uzyskał tytuł doktora filozofii broniąc pod kierunkiem prof. Jan Tura pracę „Badania nad rozwojem potworności podwójnych”, a następnie został starszym asystentem w Katedrze Biologii. Od 1934 był nauczycielem biologii w I Gimnazjum Męskim im. gen. Sowińskiego w Warszawie, w tym czasie rozpoczął prowadzenie prac badawczych w zakresie embriologii. Podczas obrony Warszawy walczył w randze porucznika w szeregach 36 pułku piechoty Legii Akademickiej, od 1940 był więźniem obozu jenieckiego w Prenzlau, a następnie w oflagu w Kreuzbergu. Stamtąd został przetransportowany do Murnau, gdzie zorganizował Wyższe Kursy Nauczycielskie, a następnie na nich wykładał.
Po wyzwoleniu obozu wstąpił do Wojska Polskiego, z którym przebywał we Włoszech i Wielkiej Brytanii, gdzie prowadził wykłady z biologii w wojskowych szkołach średnich. Po powrocie do ojczyzny w 1947 został adiunktem w Zakładzie Biologii Państwowego Zakładu Higieny w Katowicach. W 1949 uzyskał stopień doktora habilitowanego z zakresu biologii i zoologii Uniwersytetu Warszawskiego, a następnie został profesorem kontraktowym warszawskiej Akademii Wychowania Fizycznego, gdzie kierował Katedrą Antropobiologii. Równocześnie od 1949 wykładał tam biologię rozwoju oraz embriologię kręgowców na Uniwersytecie Warszawskim. W 1950 rozpoczął prowadzenie wykładów z zoologii i embriologii w warszawskiej Akademii Medycznej, trzy lata później został kierownikiem Zakładu Embriologii Katedry Biologii Uniwersytetu Warszawskiego. W 1954 zakończył współpracę z Akademią Medyczną, został wówczas profesorem nadzwyczajnym i objął kierownictwo Katedry Biologii Akademii Wychowania Fizycznego. Rok później został kierownikiem Katedry Biologii i Antropobiologii, od 1954 do 1956 piastował funkcję prorektora, a następnie do 1959 rektora. W tym samym roku został kuratorem Katedry Biologii Uniwersytetu Warszawskiego, a w 1960 kierownikiem tej Katedry.
Zmarł w 1962, spoczywa na Cmentarzu Wojskowym na Powązkach (kw. A 29, rząd 7, grób 15).
Materiały archiwalne Stanisława Bilewicza znajdują się w PAN Archiwum w Warszawie pod sygnaturą III-103.

## Prace naukowe
- „Z badań nad geneza śródbłonka naczyniowego u ptaków” /1933/ wraz z P. Słonimskim;
- „O zawartości glikogenu w całym ciele i w wątrobie larw Ranateaporaria L. podczas przeobrażenia” /1937/;
- „Z doświadczeń nad wpływem jakości pokarmu na rozwój kijanek” /1935/;
- „Die Änderungen des Glykogenegehaltes wahrend der Metamorphosen der Kaulquappen” /1938/;
- „Doświadczenia nad wpływem czynności rozrodczych na długość życia u muchy owocowej Drosophila melanogaster” /1953/;
- „Rozród jako cecha żywego organizmu” /1959/;
- „Potwierdzenie liczby 48 chromosomów w komórkach somatycznych szympansa” /1961/.

## Członkostwo
- Członek korespondent Towarzystwa Naukowego Warszawskiego /1951/;
- Wiceprezes Polskiego Towarzystwa Zoologicznego /1954-1962/.

## Odznaczenia
- Krzyż Srebrny Orderu Virtuti Militari (1939)[potrzebny przypis]
- Złoty Krzyż Zasługi /1955/[4]
- Medal 10-lecia Polski Ludowej /1955/;
- Krzyż Oficerski Orderu Odrodzenia Polski /1959/;
- Krzyż Srebrny Orderu Virtuti Militari (1960).